# GAME (FLOWのアルバム)
『GAME』（ゲーム）は、FLOWの2枚目のオリジナルアルバム。2004年5月24日にKi/oon Recordsからリリース。

## 解説
- メジャー初のオリジナル・アルバム[2]。
- 通常盤、初回版の2形態でリリースされ、初回盤にはDVDが付いている。
- 当初はCCCDでの発売だったが、ソニー・ミュージックエンタテインメントが事業撤廃したため、後にCD-DA規格で再発売された。
- キャッチコピーは、『メジャー第1弾フルオリジナル・アルバム！！！』

## 収録曲
1. GO!!! (3:56)
  - 作詞:KOHSHI、作曲:TAKE、編曲:FLOW/Seiji Kameda

メジャー4枚目のシングル。
テレビ東京系アニメ『NARUTO -ナルト-』第4期オープニングテーマ。
2. ブラスター (3:24)
  - 作詞:FLOW、作曲:TAKE、編曲:FLOW

メジャー1枚目のシングル。
3. 流星 (4:45)
  - 作詞:KOHSHI/KEIGO、作曲:TAKE、編曲:FLOW/Seiji Kameda

メジャー3枚目のシングルの1曲目。表記はされていないがアルバムバージョンであり、アウトロが追加されている。
TBS系『Pooh!』2月度エンディングテーマ
4. Without you (2:34)
  - 作詞:KOHSHI、作曲:GOT'S

GOT'Sが初めて作曲を手掛けた曲。
5. 太陽 (3:43)
  - 作詞:KEIGO、作曲:TAKE

TBS系『王様のブランチ』2004年8月・9月度エンディングテーマ
曲中のハーモニカはKOHSHIが演奏している。
6. Surprise (3:55)
  - 作詞:KOHSHI/KEIGO、作曲:TAKE
7. ノスタルジア (4:15)
  - 作詞:KOHSHI/KEIGO、作曲:TAKE、編曲:FLOW

メジャー1枚目のシングルのc/w曲。次曲と繋がる構成になっている。
8. シャリララ (3:06)
  - 作詞:KOHSHI/KEIGO、作曲:TAKE、編曲:FLOW/Seiji Kameda

3枚目のシングルの2曲目。
9. 集中治療室 -I.C.U- (2:44)
  - 作詞:KOHSHI、作曲:TAKE
10. MC2=E (3:34)
  - 作詞:KOHSHI、作曲:TAKE
11. その先には… (3:18)
  - 作詞:KOHSHI、作曲:TAKE
12. ドリームエクスプレス (4:06)
  - 作詞:KOHSHI/IWASAKI、作曲:TAKE、編曲:FLOW/Seiji Kameda）

メジャー2枚目のシングル。
13. Hands (4:30)
  - 作詞・作曲:TAKE

## 初回版DVD
DVDには、FLOWの「ライブヒストリー2002〜2003」が収録されているほか、特典映像として「TAKEを捜せ!!!」が収録されている。